# Mesodasys rupperti
Mesodasys rupperti is een buikharige uit de familie Cephalodasyidae. Het dier komt uit het geslacht Mesodasys. Mesodasys rupperti werd in 2008 voor het eerst wetenschappelijk beschreven door Hummon. 